# Vellozia crispata
Vellozia crispata är en enhjärtbladig växtart som beskrevs av Lyman Bradford Smith. Vellozia crispata ingår i släktet Vellozia och familjen Velloziaceae. Inga underarter finns listade.